# Центр штату Ріо-де-Жанейро (мезорегіон)
Центр штату Ріо-де-Жанейро (порт. Mesorregião do Centro Fluminense) — адміністративно-статистичний мезорегіон в Бразилії, входить в штат Ріо-де-Жанейро. Населення становить 472 246 чоловік на 2006 рік. Займає площу 6817,732 км². Густота населення — 69,3 чол./км².

## Склад мезорегіону
В мезорегіон входять наступні мікрорегіони:
1. Кантагалу-Кордейру
2. Нова-Фрібургу
3. Санта-Марія-Мадалена
4. Трес-Ріус